# Manuel Estiú
Manuel Estiú fue un médico argentino del siglo XX con una destacada actuación académica y hospitalaria en la provincia de Buenos Aires.

## Biografía
Manuel Estiú nació en La Plata, capital de la provincia de Buenos Aires, el 29 de abril de 1898
Se recibió de médico 27 de junio de 1923 en la Facultad de Medicina de la Universidad de Buenos Aires, donde se desempeñó como jefe de trabajos prácticos de Medicina Operatoria y posteriormente jefe de clínica y trabajos prácticos en la cátedra de Semiología y Clínica propedéutica.
En 1925 fue nombrado jefe de la Sala III del Hospital San Juan de Dios (La Plata) y quedó a cargo de la Liga Popular contra la Tuberculosis. Fue, junto al doctor Paulino Rojas, el primero en proponer la intervención quirúrgica en los casos de tuberculosis resistentes a los tratamientos disponibles en la época.
En 1929 fue designado profesor libre de Semiología en la Facultad de Medicina de la Universidad Nacional de La Plata. 
En 1930 fue también designado médico clínico de la Sala VI del Servicio de Cirugía del Hospital Policlínico San Martín (La Plata).
En 1934 fue designado profesor titular interino en la cátedra de Patología Médica de la universidad platense, pero al poco tiempo dejaría por varios años la docencia.
En 1935 Manuel Estiú fue designado director del Hospital San Juan de Dios.
En 1936 recibió la medalla de oro del Premio Anual Doctor Luis Güemes al mejor trabajo científico que se presente sobre clínica médica publicado en el país durante el año anterior.
En 1938 fue nombrado jefe del Servicio de Clínica Médica del Hospital Policlínico de La Plata.
En 1957 regresó a la docencia universitaria siendo designado profesor titular de Clínica Médica, cargo que mantuvo hasta 1961.
Obtuvo el Certificado de Honor de la American College of Angiology y en 1966 fue incorporado a dicha organización como miembro argentino en representación de la Academia Nacional de Medicina (Argentina)
Ese mismo año, en que tras un golpe de Estado Juan Carlos Onganía asumía la presidencia de la nación y Jorge F. Von Stecher y Francisco A. Imaz intervenían la provincia, Estiú fue, tras 38 años como jefe del Servicio de Clínica Médica del Hospital Policlínico, «dejado cesante por decisión compulsiva del Poder Ejecutivo a los fines jubilatorios» como Estiú mismo escribiría en su Currículum vítae.
En 1969 fue nombrado presidente honorario de la Sociedad de Alergia de La Plata.
Falleció el 23 de noviembre de 1986, a los 88 años de edad
Estaba casado con la pianista Aida Christman, con quien tuvo dos hijas y un hijo, el cual seguiría la carrera paterna y se especializaría en hematología
Manuel Estiú presidió la Sociedad Médica de La Plata en dos oportunidades (1930 y 1936),  fue miembro de la Asociación Médica Argentina, vicepresidente del capítulo argentino de la Sección Internacional de Medicina Interna y miembro del Comité de Honor del VIII Congreso Internacional de Medicina Interna (Ciudad de Buenos Aires, 1964).
En 1994 se dio su nombre a un aula de la Facultad de Medicina. Como ejemplo de su actitud acerca de la profesión sus biógrafos citan la frase que cerraba su currículum «Por amor a la Ciencia a través del amor al Hombre, y por amor al Hombre a través del amor a la Ciencia».